# Березівський навчально-виховний комплекс
Комунальний заклад Березівської сільської ради Березівський навчально-виховний комплекс: загальноосвітня школа І — ІІІ ступенів, дошкільний навчальний заклад «Веселка» (Березівський НВК) — заклад освіти, що розташований у селі Береза Глухівському районі Сумської області. Мова навчання — українська.

## Історія

### Дореволюційний період
До Жовтневої революції в Березі було дві невеличкі школи: земська і церковно-приходська. Земською називалася школа тому, що вчителі призначались від земства, а в церковній — від церкви. В земській школі було три класи. Всього в двох школах навчалось 75-80 учнів. Вчителями церковно-приходської школи в 1907—1910 рр. працювали Міна Кіндратович Козюлін і Кузьма Матвійович Ящик, німець по походженню — Веллер. Закон Божий викладав піп Василь Михайловський. В земській школі в 1912 році працювали Бережнов, Гудзій, а в 1913 р. Яновські Параска Іванівна, Міллер Катерина Андріївна, Артюх Олександр Петрович.
Діти вчили буквар, російську мову, арифметику та закон Божий. Священик Василь був дуже суворий. За непослух дитину ставив на коліна на 2-3 години, бив лінійкою по руках, а бувало надривав дитині вухо, люто сіпнувши за нього. Ходили до школи переважно діти заможних селян, бо бідні не мали можливості забезпечити дітей одягом і взуттям. Більша частина дітей допомагала своїм батькам по господарству, пасла худобу. 

### Післяреволюційний період
Після Жовтневої революції навчатися в школі могли вже діти всіх селян. Нова семирічна школа була побудована в 1929 р. Навчання в ній розпочалося в 1930 році, а до цього навчалися в двох будинках старих шкіл. В 1924 році в школі була створена перша піонерська організація. Налічувала вона 12 піонерів. Першими піонерами були: Андросенко Григорій Васильович, Тимощенко Максим Митрофанович, Куценко Алім Андрійович, Рудяк Олександр Македонович, Лук'яненко Григорій Іванович, Борисенко Валентин Дмитрович, Богданович Іван Митрофанович, Іващенко Степан Іванович, Наймитенко Петро Тихонович, Руцький Михайло Васильович, Пащенко Михайло Іванович. 
Керували піонерською організацією вчителі школи. Основна робота піонерського загону була на антирелігійні теми. Також збирали лікарські рослини і жолуді, які здавали в Березівське споживче товариство кооперації. Отримані гроші витрачали на допомогу дітям, у яких було тяжке матеріальне становище (купували одяг, взуття). В 1934 році придбали перший піонерський горн і барабан. Влітку діти відпочивали на піонерському майданчику біля школи. Піонерська дружина носила ім'я М. І. Калініна.
Першим директором нової школи був Шевель Петро Михайлович, а з 1932 по 1934 рік — Норець Григорій Іванович. В цей час в школі виникає комсомольська організація. Першими комсомольцями були Конога Марія і Пащенко Валентин. З 1934 року директором школи був Короткий Микола Петрович. В цей час в школі була створена майстерня. Школа мала поле площею 5 гектар, яке оброблялось учнями.
Учні брали участь у культурному житті села: ставили п'єси, давали концерти, був великий хоровий гурток, яким керував Короткий М. П. Кошти від концертів йшли на допомогу дітям сиротам. До 1936 року в школі було допоміжне господарство: свині за якими доглядав місцевий дідусь Рудяк Федір Демидович. З 1936 року були створені дослідні ділянки, де вирощували картоплю, огірки, капусту, цибулю, коноплю. Перед Великою Вітчизняною війною і до 1955 року директором школи працював Тищенко Григорій Сливич.
У 1955 році школа стала середньою. Директором був призначений Кулинич Олександр Васильович, який працював по 1961 рік. При ньому школа добудовувалась, побудували праве крило. З 1961 по 1964 рр. директори в школі дуже часто змінювались. Ними були: Довгополий Олександр Васильович, Павленко Павло Григорович та інші. З 1964 року по 1974 рік директором школи був Мірошниченко Павло Опанасович. У 1970 році школа добудувалася: збудували ліве крило і спортзал. При цьому директорові посаджено біля школи сад і парк.
З 1974 року по 1989 рік директором школи працювала Самойленко Наталія Павлівна. При ній пічне опалення замінено водяним, повністю замінена електропроводка, заасфальтовані доріжки. Також побудовано гараж, кролятник, відкрито їдальню, діяла спортивна школа. В цей час учні на уроках трудового навчання отримували виробничі професії: тракториста-машиніста і оператора машинного доїння корів. 
У школі був свій трактор, на якому учні навчались їздити. Учні школи надавали посильну допомогу в обробітку сільгоспкультур місцевому колгоспу імені Дзержинського. При школі на літніх канікулах працював табір праці та відпочинку учнів. В свою чергу колгосп надавав матеріальну допомогу школі. 
З 1989 року по 2001 рік директором школи був Балицький Олександр Петрович. При ньому школа була обкладена білою цеглою, старі меблі замінені на нові.
Змінився внутрішній вигляд класних кімнат: стіни поклеєні шпалерами. Стеля в актовому залі та фоє підшита красивими плитками. І найголовніше — в школі був створений комп'ютерний клас. 
У 2001 році школу очолив Сокол Олександр Юрійович, за якого було зроблено капітальний ремонт даху школи. 
З 2004 року по 2017 рік школу очолював Тимощенко Анатолій Миколайович.

## Відомі випускники
- Богданович Олексій Володимирович (23 березня 1963, с. Береза, Глухівський район, Сумської області) — український актор театру і кіно. Лауреат Національної премії України імені Тараса Шевченка (1996), Народний артист України (2006).
- Сліпушко Оксана Миколаївна (21 листопада 1973, с. Береза, Глухівський район, Сумська область) — український науковець, філолог, літературознавець, письменник. Доктор філологічних наук. Автор ряду праць із давньої української літератури, суспільно-політичної думки XIX століття, літератури XX ст.
- Манжос Петро Йосипович — самодіяльний поет, музикант, композитор організував в селі самодіяльний народний хор.
- Сокира Павло Федорович (5 серпня 1932 року — 28 грудня 1995 р.) — музикант, бандурист. У 1979 році присвоєно звання «Заслужений артист УРСР». Був солістом Державної капели бандуристів Української РСР.